# Мост Альма
Мост Альма́ (фр. Pont de l’Alma) — 150-метровый арочный мост через Сену в Париже, названный в честь победы французов над Российской империей в Альминском сражении Крымской войны. Он был открыт близ площади Альма императором Наполеоном III 2 апреля 1856 года. На период проведения Всемирной выставки 1900 года мост также был продублирован дополнительным пешеходным мостиком сложной и необычной конструкции.

## Описание

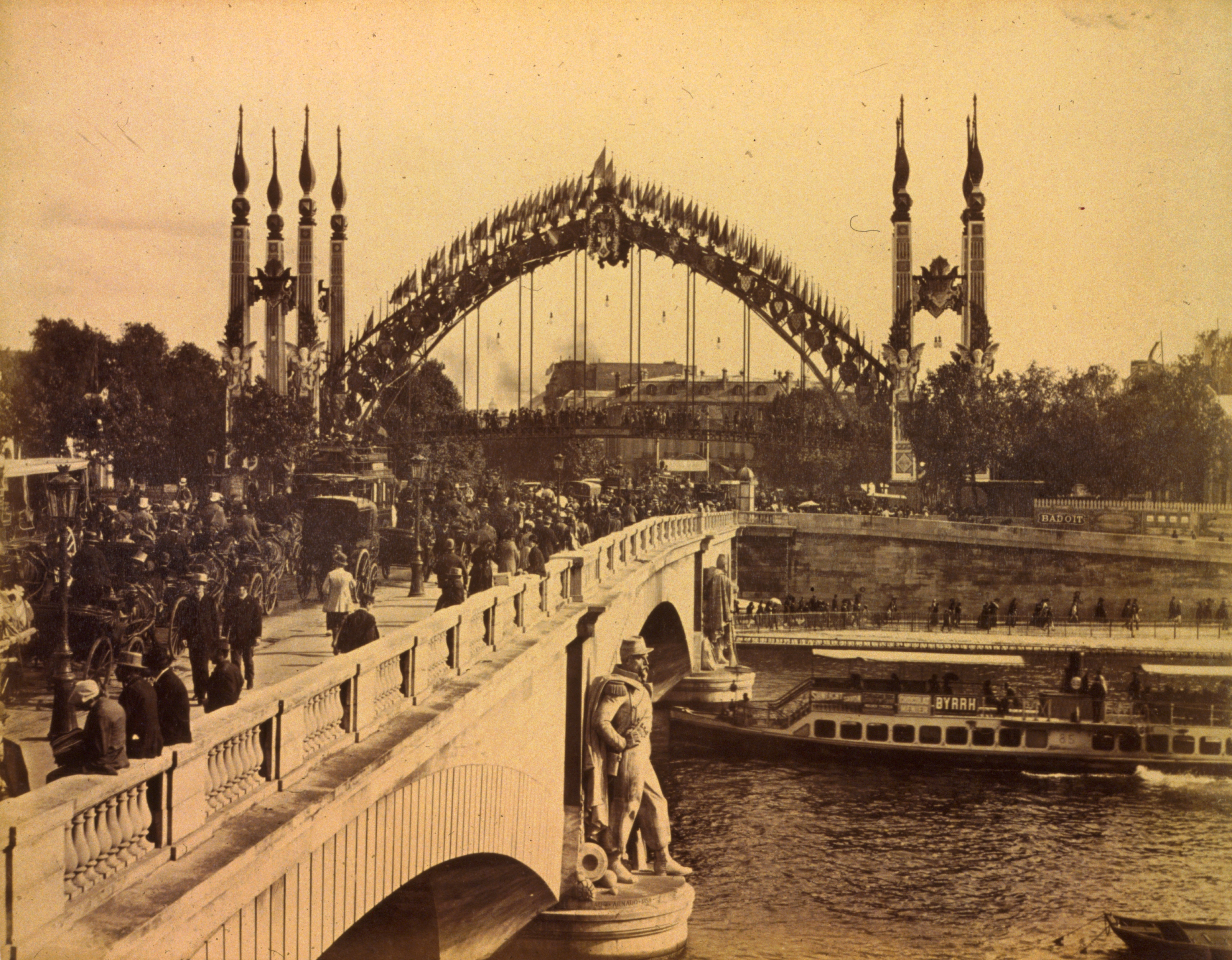
Мост в 1889 году

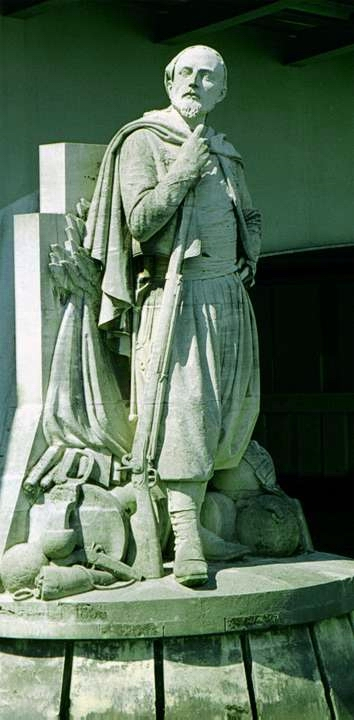
Зуав у моста Альма

Каждый из четырёх устоев моста некогда украшали статуи военных — зуава, гренадера, артиллериста и пехотинца. Эти статуи были удобны для определения уровня Сены: когда вода покрывала ступни ног зуава, доступ публики к реке перекрывала полиция, а когда вода доходила до уровня бёдер — закрывалась речная навигация.
В 1970—1974 годах старинный мост был заменён на современный с целью расширения для нужд дорожного движения. В настоящее время из четырёх статуй на мосту сохранилась только фигура Зуава. Остальные были увезены за пределы Парижа: например, «Пехотинец» стоит в венсенском форте Гравель.
Получив отказ в выставлении своих полотен на официальном Салоне, художник Эдуард Мане соорудил для их экспонирования барак у моста Альма. На этом мосту начинается действие романа Ремарка «Триумфальная арка».
У въезда на мост в 1989 году была установлена копия пламени факела статуи Свободы, известная под названием «Пламя свободы». После того, как в туннеле у моста Альма погибла английская принцесса Диана, эта скульптурная композиция была переосмыслена как памятник в её честь.
Неподалёку от моста находится также вход в парижский Музей канализации.

## Галерея

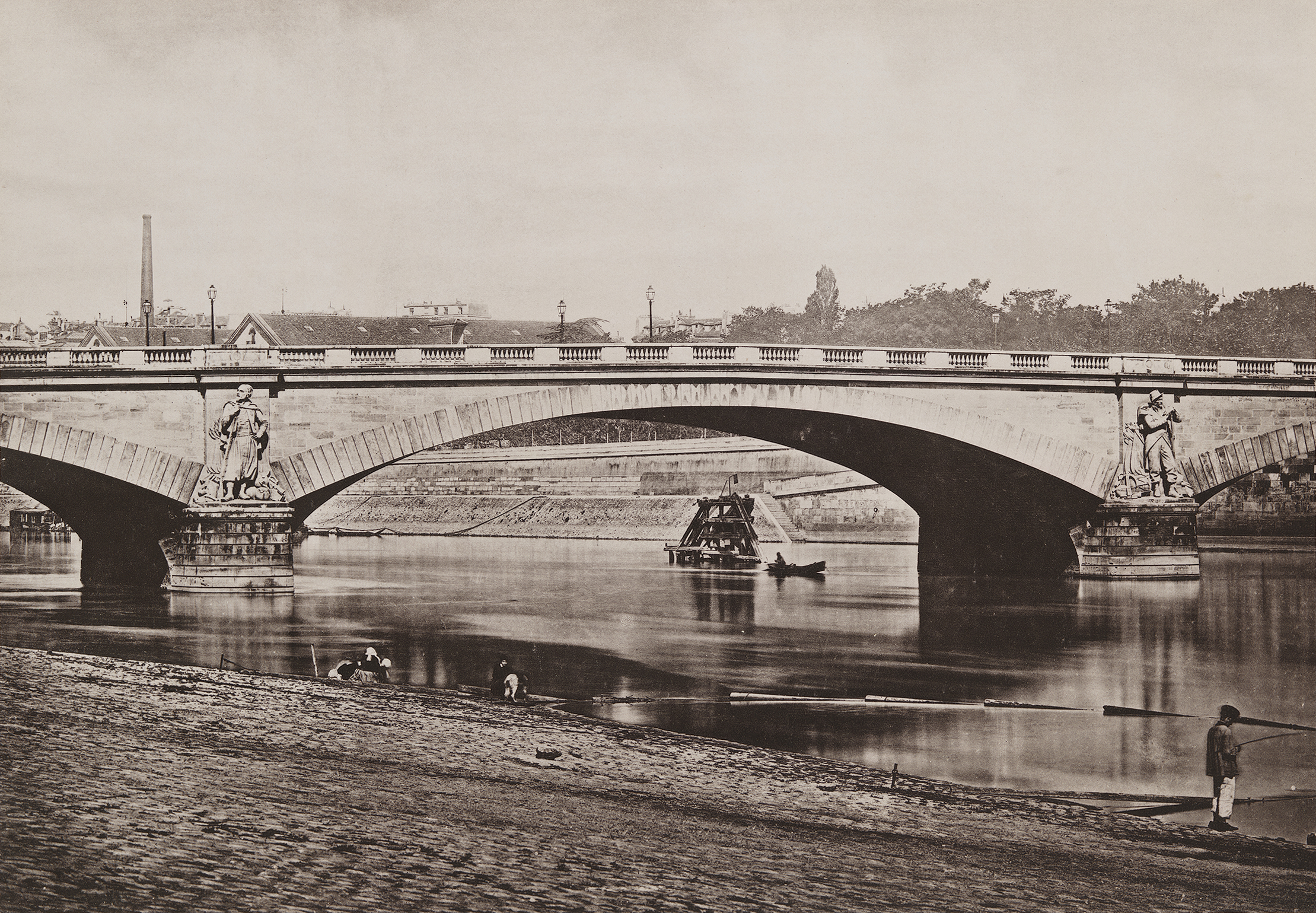
На открытке 1883 года
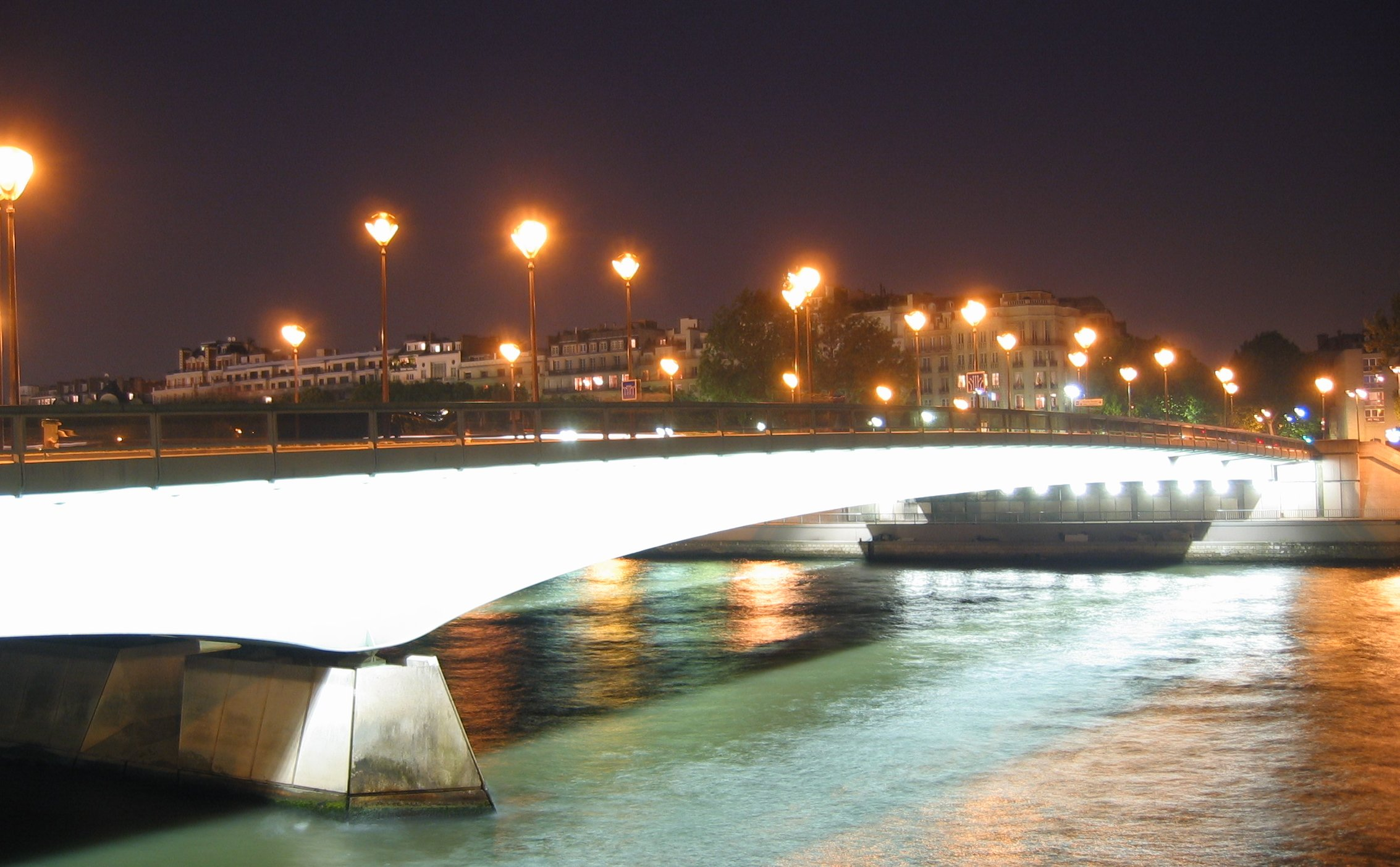
Мост в вечернее время
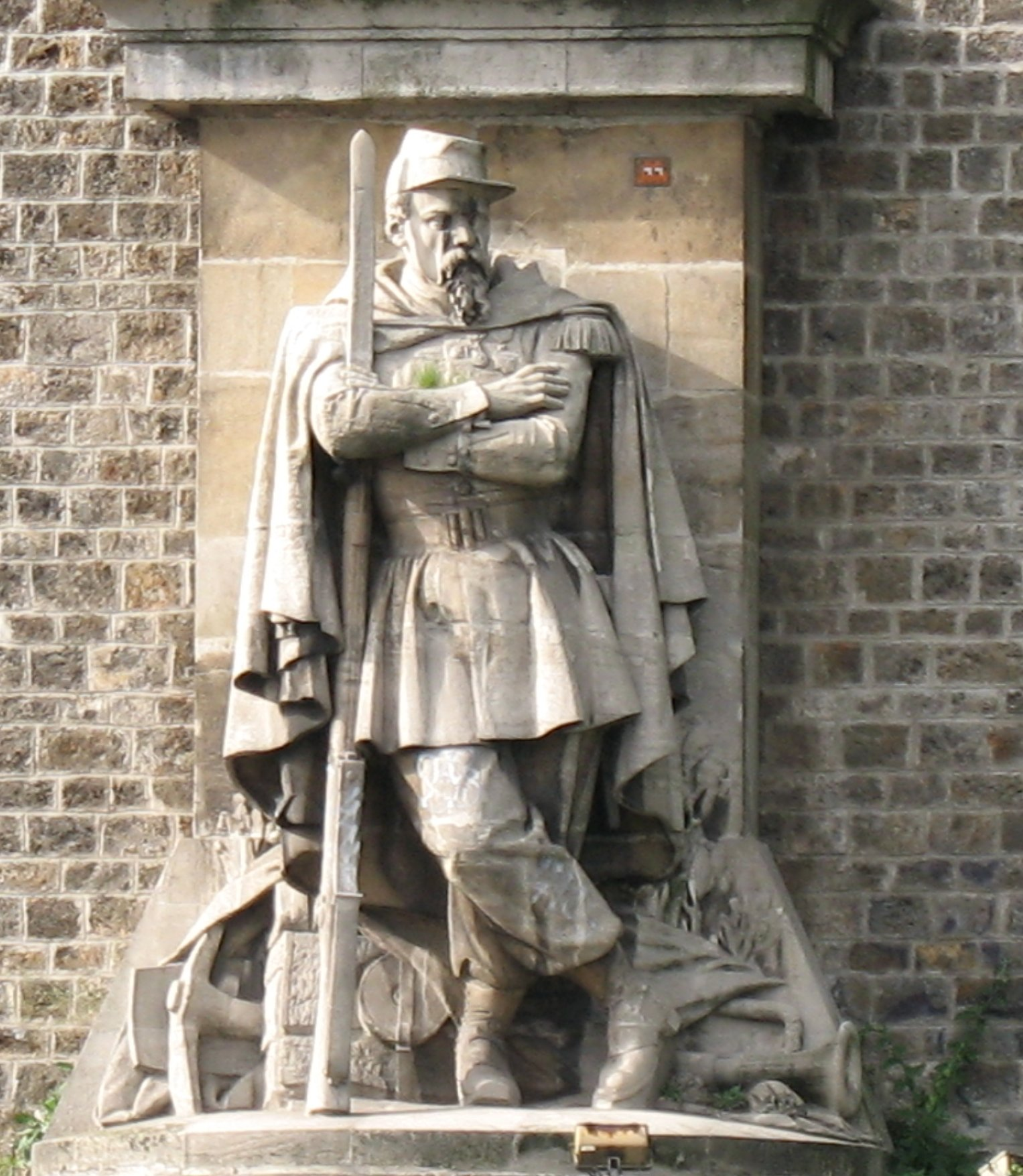
«Пехотинец»
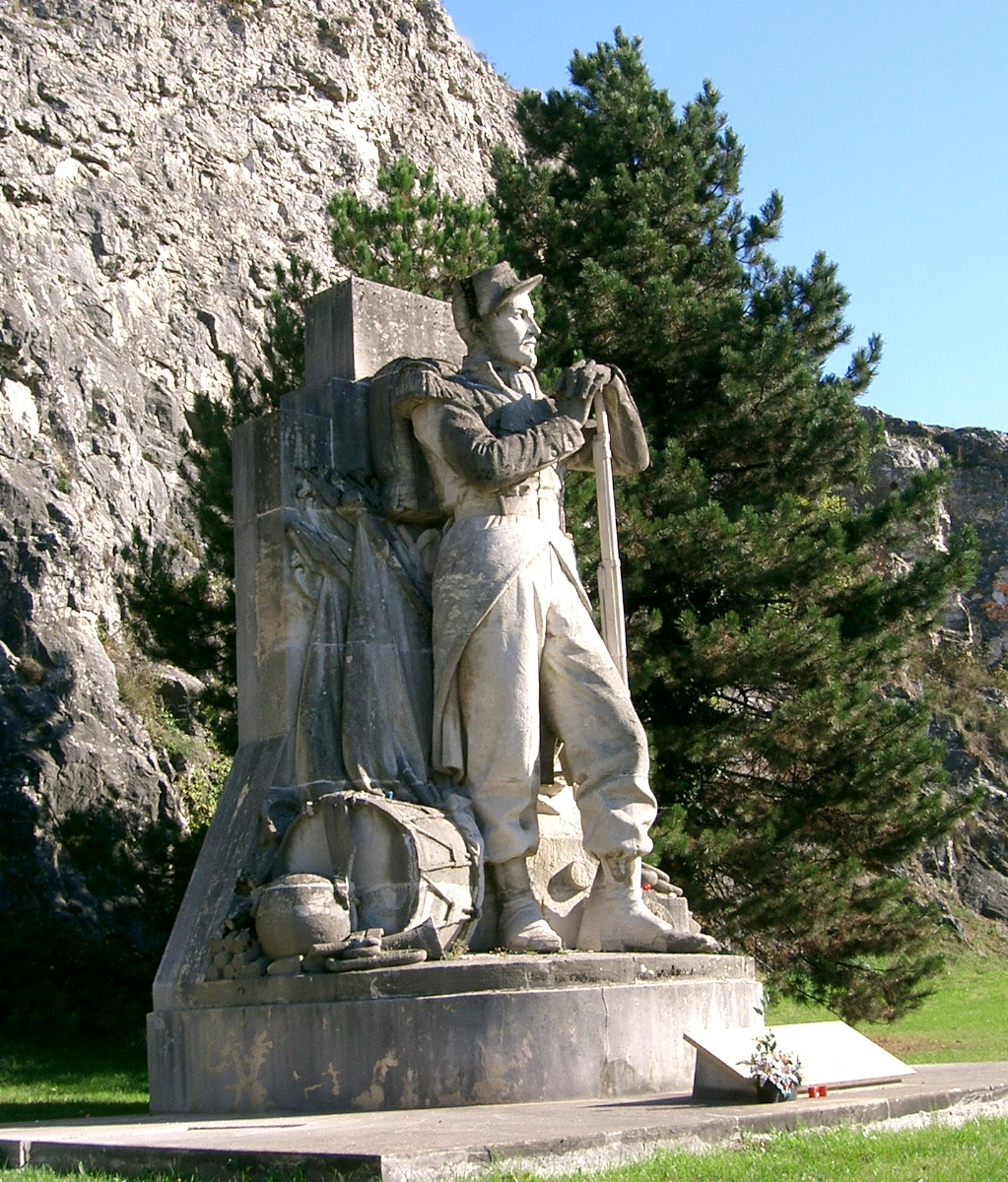
«Гренадер»
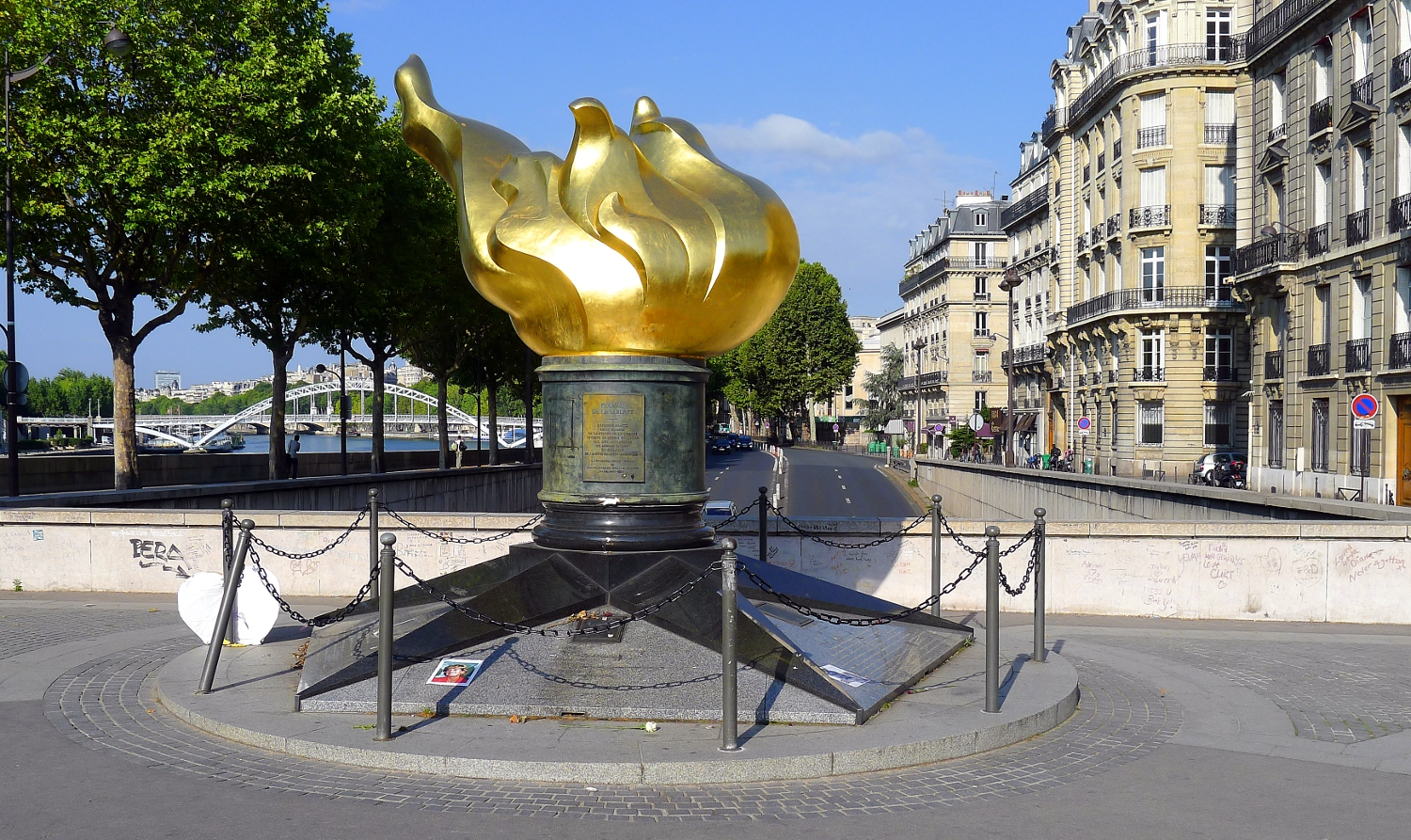
«Пламя свободы»

## Расположение
| Расположение моста на Сене   | Расположение моста на Сене | Расположение моста на Сене       |
| ---------------------------- | -------------------------- | -------------------------------- |
| Вниз по течению: Мост Дебийи |                            | Вверх по течению: Мост инвалидов |